# Orconectes saxatilis
Orconectes saxatilis là một loài tôm sông trong họ Cambaridae. Nó là loài đặc hữu của tributaries of the Kiamichi River, Le Flore County, Oklahoma. Its common name is Kiamichi crayfish.